# 南山机场 (瑞丽)

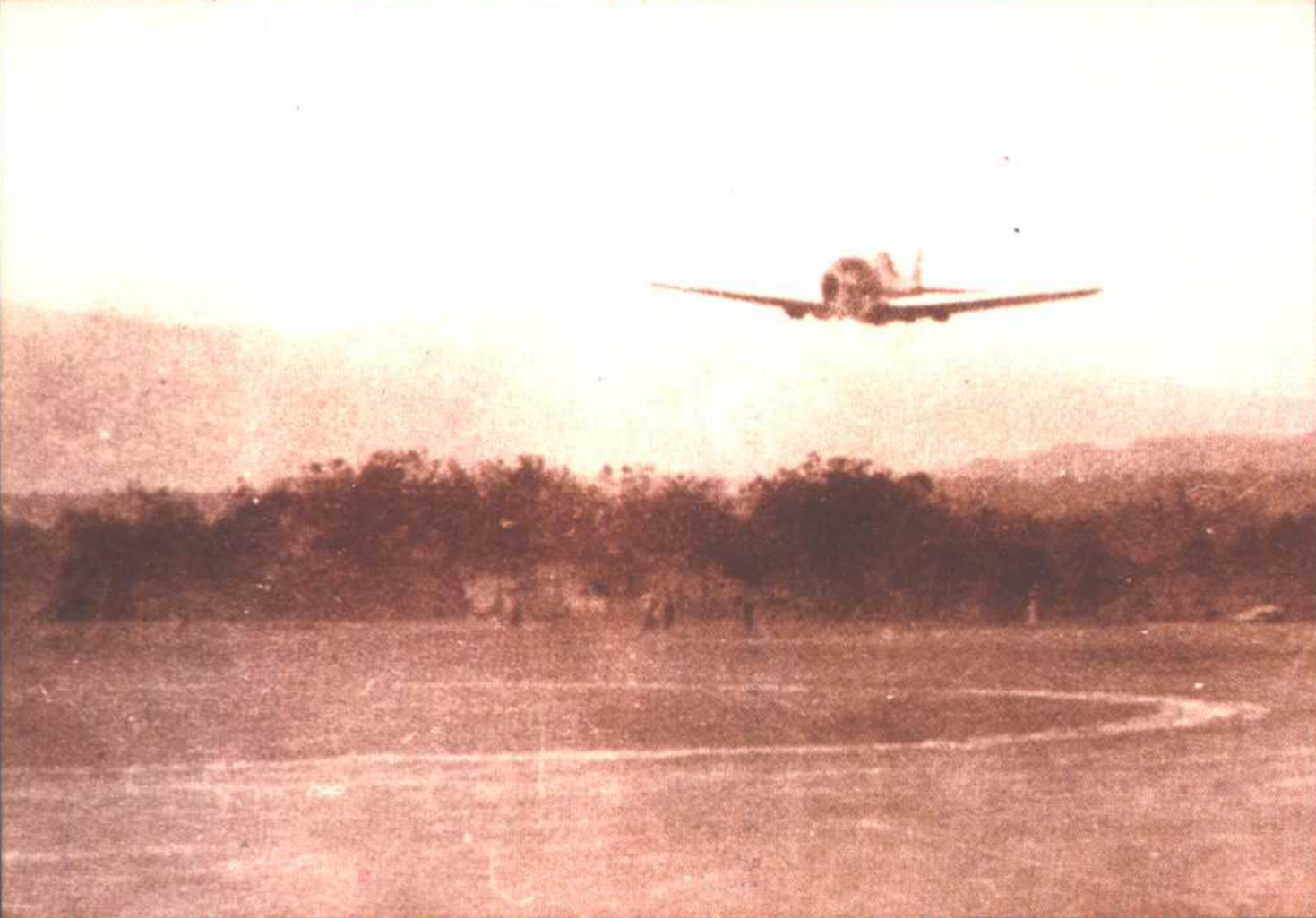
瑞丽南山机场

南山机场是第二次世界大战期间，云南省瑞丽设治局境内的一座军用机场，位于雷乌（垒武）山南（因此又称垒武机场、雷乌机场，部分文献误作“雷鸟机场”:669），今瑞丽市姐相乡拉相村附近。

## 历史
1938年，中央杭州飞机制造厂西迁云南瑞丽，建成雷允飞机制造厂，又在雷允厂附近修建南山机场，1939年5月竣工:15。有两条跑道，主跑道长1,900米，宽300米，副跑道长1,200米，宽100米，有38个飞机掩体。机场东北靠山，三面开阔，排水良好，设有地下油桶、仓库等，是日军攻入滇西前云南省仅次于昆明巫家坝的大机场。机场落成后，飞虎队进驻，南山机场成为中国轰炸侵缅日军、支援远征军作战和阻止日机入侵的最前沿机场。
1942年5月日军攻入滇西，南山机场荒废。1956年6月，云南省政府与昆明军区将南山机场列入看管机场名单，同年9月昆明军区空军指挥所将机场列入维护范围:18。南山机场今已被开垦为农田。